# Équipe du Canada de futsal
 (janvier 2019).
L'équipe nationale de futsal du Canada est une équipe de futsal qui représente le Canada lors de compétitions internationales. Elle est contrôlée par l'Association Canadienne de Soccer et affiliée à la CONCACAF. Leur premier match international sanctionné par la FIFA a eu lieu à Bois-le-Duc aux Pays-Bas  (pays constitutif), à la Coupe du monde de futsal de 1989, contre l'équipe d'Argentine de futsal. Le match a abouti à une défaite 3-1. L'équipe est entraînée par Kyt Selaidopoulos. Leur dernier tournoi était le CONCACAF Futsal Championship en 2016, où l'équipe a terminé à un point de la qualification pour la Coupe du monde de futsal de 2016.

## Résultats dans les tournois
| Tournoi                                                                         | Classement |
| ------------------------------------------------------------------------------- | ---------- |
| 1985 Coupe du Monde FIFUSA de Futsal                                            | 11         |
| 1988 Coupe du Monde FIFUSA de Futsal                                            | 13         |
| 1989 Coupe du Monde FIFA de Futsal                                              | 12         |
| 1991 Coupe du Monde FIFUSA de Futsal                                            | 18         |
| 1994 Coupe du Monde FIFUSA de Futsal                                            | 16         |
| 2003 Coupe du Monde masculine AMF de Futsal                                     | 16e        |
| 2003 But De La Coupe de Futsal                                                  | 3e         |
| 2004 Championnat CONCACAF de Futsal de Qualification en séries éliminatoires    | Perdu,     |
| 2007 Coupe du Monde masculine AMF de Futsal                                     | 12         |
| 2008 Grand Prix de Futsal                                                       | 16e        |
| 2011 Coupe du Monde masculine AMF de Futsal                                     | 14         |
| 2012 Championnat CONCACAF de Futsal de Qualification en séries éliminatoires    | Gagné,     |
| 2012 Championnat CONCACAF de Futsal                                             | 7          |
| 2016 Championnat CONCACAF de Futsal de la Zone Amérique du Nord, qualifications | Gagné      |
| 2016 Championnat CONCACAF de Futsal                                             | 6          |